# Étienne Jacques Servière
Étienne Jacques Servière est un homme politique français né le 25 juillet 1760 à Bazas (Gironde) et mort le 11 janvier 1836 au même lieu.
Lieutenant particulier du sénéchal de Bazas en 1782, il devient juge au tribunal de district de Bazas en 1790 puis est élu député de la Gironde de 1791 à 1792. Il est maire de Bazas en 1793, puis reprend ses fonctions de magistrat, devant président du tribunal de Bazas en 1829.

### Sources
- « Étienne Jacques Servière », dans Adolphe Robert et Gaston Cougny, Dictionnaire des parlementaires français, Edgar Bourloton, 1889-1891 [détail de l’édition]